# Герб Гойша
Ге́рб Го́йша — офіційний символ містечка Гойш, Португалія. Використовується як територіальний герб. У золотому щиті чорний триарковий міст, промальований сріблом. Він затиснений з обох боків зеленими скелями зі срібними вершинами. Під мостом тече річка з трьох синіх і двох срібних хвилястих смуг. Над мостом — зелена сосна з чорним стовбуром і чорними шишками, промальованими золотом. Щит увінчує срібна мурована містечкова корона з чотирма вежами.  Під щитом біла стрічка, на якій великими літерами напис португальською: «vila de Góis» (містечко Гойш).  Офіційно затверджений 1 квітня 1936 року.  

## Галерея

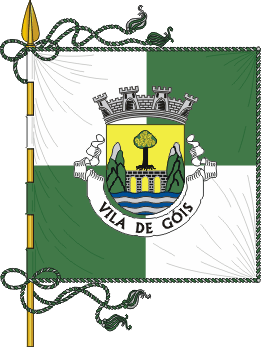
Прапор